# Samding
| Tibetische Bezeichnung                     |
| ------------------------------------------ |
| Tibetische Schrift: བསམ་སྡིང་དགོན།            |
| Wylie-Transliteration: bsam sding dgon     |
| Offizielle Transkription der VRCh: Samding |
| THDL-Transkription: Samding                |
| Andere Schreibweisen: —                    |
| Chinesische Bezeichnung                    |
| Traditionell: 桑丁寺、桑頂寺               |
| Vereinfacht: 桑丁寺、桑顶寺                |
| Pinyin:Sāngdīng Sì, Sāngdǐng Sì            |

Samding (tibetisch བསམ་སྡིང་དགོན། Wylie bsam sding dgon) ist ein Kloster der Bodong-Schule, einer Unterschule der Sakya-Tradition des tibetischen Buddhismus, im Kreis Nagarzê (Nakartse) im Regierungsbezirk Shannan (Lhokha) des Autonomen Gebiets Tibet der Volksrepublik China, östlich vom Sitz der Kreisregierung und in der Nähe des Westufers des Sees Yardrog Yutsho.
Samding wurde vermutlich gegen Ende des 13. Jahrhunderts gegründet und war das einzige tibetische Kloster mit einer weiblichen reinkarnierten Äbtissin, der Samding Dorje Phagmo. Während der Kulturrevolution wurde das Kloster vollkommen zerstört, 1985 begann man mit dem Wiederaufbau. Mitte der 1990er Jahre lebten in Samding rund 50 Nonnen.
Das Kloster Samding hat Lionel Davidson zu seinem 1962 erschienenen Roman The rose of Tibet (deutsch: Die Rose von Tibet) angeregt. Darin gibt es ein fiktives Kloster namens Yamdring, dessen Name den des realen Kloster und den des nahegelegenen Sees verschmilzt.